# گاردنار مالوی
 گاردنار مالوی (انگلیسی: Gardnar Mulloy؛ زاده ۲۲ نوامبر ۱۹۱۳ - درگذشته ۱۴ نوامبر ۲۰۱۶) یک تنیس‌باز اهل ایالات متحده آمریکا بود. گاردنار مالوی در ۱۴ نوامبر ۲۰۱۶ در سن ۱۰۲ سالگی درگذشت.